# 瓦屋镇
瓦屋乡，是中华人民共和国河南省平顶山市鲁山县下辖的一个乡镇级行政单位。

## 行政区划
瓦屋乡下辖以下地区：
瓦屋村、李老庄村、马停村、土桥村、白土窑村、楼子河村、耐庄村、水滴沟村、上竹园寺村、大潺寺村、卧羊坪村、马老庄村、汤河村、刺坡岭村、长畛地村、刘相公村、红石崖村、石门村和太平村。